# Will Vinton
William Gale Vinton (McMinnville, 17 novembre 1947 – Portland, 4 ottobre 2018) è stato un animatore, regista cinematografico, sceneggiatore, montatore e doppiatore statunitense.
Definito il "mago della claymation", Vinton divenne celebre per i suoi lavori in stop-motion e per aver realizzato personaggi iconici come i California Raisins. Nel 1975 vinse un Oscar per il cortometraggio Closed Mondays e fondò la Will Vinton Productions, con la quale contribuì alla realizzazione di effetti speciali e animazioni per film, serie televisive e pubblicità, ottenendo due Emmy Awards. Dagli anni novanta tuttavia la sua attività conobbe un inarrestabile declino che lo portò, anche in seguito a problemi di salute, a ritirarsi dal mondo del cinema nel 2008. Il suo studio d'animazione, del quale perse il controllo nel 2006, si trasformò nella Laika.

## Biografia

### Infanzia e educazione
Vinton nacque il 17 novembre 1947 a McMinnville, Oregon. Suo padre era un venditore d'automobili, mentre sua madre una bibliotecaria. Durante gli anni sessanta, Vinton studiò fisica, architettura e cinema alla University of California, Berkeley, dove venne influenzato dalle opere di Antoni Gaudí. In questo periodo, girò un documentario in bianco e nero sulla controcultura californiana, intitolato Gone for a Better Deal, che girò per vari campus universitari e festival del tempo. Berkeley Games e First Ten Days furono altri due film sulle rivolte studentesse, così come il cortometraggio Reply, il primo lavoro narrativo di Winton, e Culture Shock, il suo primo in animazione. Nel 1970 ricevette un bachelor's degree in architettura.

### La collaborazione con Bob Gardiner
A Berkley Winton conobbe l'animatore di argille Bob Gardiner. I due strinsero amicizia e andarono a Portland, dove, nel seminterrato della casa di Winton, realizzarono un test di un minuto e mezzo di clay animation, intitolato Wobbly Wino, completato nei primi mesi del 1973. Gardiner perfezionò le sue tecniche di scultura e animazione mentre Vinton ideò un sistema per animare la sua fotocamera Bolex Rex-5 16mm. A metà di quello stesso anno cominciarono a progettare su un corto di otto minuti su un alcolizzato che entra in un museo d'arte, chiuso, e interagisce con i dipinti e le sculture. Finito dopo un anno e due mesi e chiamato Closed Mondays, esso fece vincere loro, nella primavera del 1975, un premio Oscar per il miglior cortometraggio d'animazione.
I due si separarono già durante la produzione della loro seconda opera, Mountain Music, completata dal solo Vinton nel 1976. Gardiner si concentrò sulla produzione di spot PSA per questioni politiche locali, mentre Vinton fondò la Will Vinton Productions (poi Will Vinton Studios). Espandendo rapidamente il suo studio assumendo nuovi animatori, produsse dozzine dozzine di pubblicità per aziende regionali e nazionali.

### Will Vinton Productions

#### 1977-1979:Trilogy
Con un manipolo ristretto di animatori, Vinton girò una trilogia di adattamenti di fiabe di ventisette minuti l'uno: Martin the Cobbler (1977), Rip Van Winkle (1978) e The Little Prince (1979), distribuiti al cinema come un unico film dal titolo Trilogy, mentre nel mercato home video come The Little Prince and Friends. Nel 1978, Vinton produsse il corto documentario Claymation: Three Dimensional Clay Animation, un dietro le quinte sulla realizzazione delle sue opere, nel quale si usava il termine "claymation", inventato proprio da Vinton e divenuto d'uso comune per indicare la particolare tecnica d'animazione a passo uno in argilla.

#### Anni ottanta e primi novanta: il successo e i film in 35 millimetri
Sfruttando per la prima volta pellicole in 35 millimetri, Vinton fece Legacy (1979) e Dinosaur e A Christmas Gift (1980) e co-diresse The Creation di Joan Gratz (1981) e The Great Cognito di Barry Bruce (1982). Tali corti vennero distribuiti in VHS come Festival of Claymation e Son of Combo II.
Vinton, non realizzando più di persona le animazioni, si specializzò nella produzione di effetti speciali per film, come Divine Madness! (1980) e Nel fantastico mondo di Oz (1985), e serie TV, quali Moonlighting (1987). Nel 1985, Will Vinton Productions riuscì a completare il suo unico lungometraggio, Le avventure di Mark Twain.
Per via del suo lavoro con Nel fantastico mondo di Oz, Vinton venne ingaggiato dalla Disney per collaborare a due progetti di Michael Jackson: il primo era un corto diretto da Francis Ford Coppola per Disneyland-EPCOT Center, Captain EO (1986), mentre il secondo era un videoclip per il brano Speed Demon, poi inserito nel film antologico Moonwalker (1988). Contemporaneamente, il suo studio realizzò svariati spot con protagonisti i California Raisins, Noid di Domino's Pizza e gli M&M's.
Nel 1987 Vinton girò il videoclip per la canzone di John Fogerty Vanz Kant Danz e quello per la cover di I Heard It Through the Grapevine di Marvin Gaye fatta dai California Raisins, i quali conobbero un enorme successo televisivo e furono protagonisti di due speciali televisivi per la CBS, Meet the Raisins (1988) e The Raisins Sold Out (1990) e di una serie in cel animation, The California Raisins Show. In più, a loro nome vennero pubblicati due album, prodotti da John Smith dei Nu Shooz. La CBS commissionò altri tre speciali, Will Vinton's Claymation Christmas Celebration (1987), Claymation Comedy of Horrors (1991) e Claymation Easter (1992). Il primo e l'ultimo vinsero un Primetime Emmy Award per il miglior programma animato.
Negli anni novanta una varietà di oltre 400 animatori e tecnici produssero svariate altre opere sfruttando le strutture di Vinton, chiamate Walkabout Program. Craig Bartlett ad esempio girò Arnold Escapes From Church (1988) e i due seguiti The Arnold Waltz (1990) e Arnold Rides a Chair (1991), che generarono la serie Hey Arnold!, andata in onda per Nickelodeon nel 1996.

#### Metà anni novanta: CGI
Verso la metà degli anni novanta, Vinton decise di impiegare per le sue produzioni, mischiandola con lo stop-motion (come per la serie Ozzie the Elf), anche l'animazione al computer. Una di queste fu un corto interamente realizzato in CGI, Fluffy, diretto da Doug Aberle. Vinton contribuì pure alla creazione di un software di animazione al computer di livello consumer chiamato Playmation e sviluppato da Hash, Inc., una società di Vancouver, Washington.

#### Anni novanta e duemila: dalla Claymation alla Foamation
Durante la fine degli anni novanta e l'inizio dei Duemila, i Vinton Studios produssero per la rete televisiva FOX la serie The PJs , ideata esecutivamente dall'attore e comico Eddie Murphy. Un'altra serie fatta per UPN TV fu Gary & Mike, la quale impiegò un sistema di acquisizione video digitale sviluppato da due ingegneri di Vinton, Miegel Ginsberg e Gary McRobert. In entrambi i prodotti, la maggior parte delle figure in argilla furono sostituite da modelli di gommapiuma stampata, eliminando molte delle limitazioni e dei problemi di manutenzione. Vinton presto coniò un nuovo termine, Foamation. Nel 2001 l'azienda girò un episodio pilota inedito, Slacker Cats.

#### Declino
Alla ricerca di fondi per altri lungometraggi, lo studio aveva attirato l'interesse della Nike, in particolare del fondatore Phil Knight e di suo figlio, Travis, che vi aveva lavorato come animatore. Phil divenne il maggiore azionista all'interno dell'azienda e, in seguito alla cancellazione di The PJs e di Gary & Mike l'anno prima, nel 2002 Vinton venne licenziato. Nel 2005, in seguito alla richiesta del regista di risarcimento danni per lo sfruttamento del suo nome, i Will Vinton Studios vennero rinominati Laika, con Travis Knight come dirigente e principale produttore. Nel 2009 la Laika realizzò il suo primo film, Coraline e la porta magica, diretto da Henry Selick.

### Dopo i Will Vinton Studios
Vinton fondò un nuovo studio, Will Vinton's Free Will Entertainment, sempre a Portland, con cui nel 2005 produsse il corto The Morning After, combinante CGI e live action. Insegnò alla succursale cittadina del The Art Institutes, mantenendovi un ufficio come artista residente. Diresse e produsse anche uno spettacolo teatrale, The Kiss, adattamento de Il principe ranocchio, con musiche di David Pomeranz. Ebbe la sua prima il 24 marzo 2014 a Lake Oswego. La Creative Artists Agency di Beverly Hills rappresentò Vinton per i suoi progetti, che inclusero un romanzo grafico intitolato Jack Hightower e prodotto in tandem con Dark Horse Comics.

## Malattia, ritiro e morte
Nel 2006, a Vinton venne diagnosticato un mieloma multiplo, e due anni dopo si ritirò dalla produzione e direzione di opere cinematografiche. Morì a Portland, in Oregon, il 5 ottobre 2018, dopo dodici anni di battaglia contro la malattia.

## Archivio
La collezione di opere di Will Vinton è conservata presso l'Academy Film Archive.

## Filmografia

### Regista

#### Lungometraggi
- Gone for a Better Deal (1974) - documentario live-action
- Le avventure di Mark Twain (The Adventures of Mark Twain) (1985)
- Moonwalker, regia di Jerry Kramer e Colin Chilvers – regista del segmento Speed Demon (1988)
- Gli sgangheroni (Brain Donors), regia di Dennis Dugan – regista dei titoli di testa e di coda (1992)

#### Cortometraggi
- Wobbly Wino
- Culture Shock
- Closed Mondays, co-regia di Bob Gardiner (1974)
- Mountain Music (1976)
- Martin the Cobbler (1977)
- Claymation (1978)
- Rip Van Winkle (1978)
- The Little Prince (1979)
- Legacy: A Very Short History of Natural Resources (1979)
- Dinosaur (1980)
- A Christmas Gift (1980)
- The Creation, co-regia di Joan Gratz (1981)
- The Great Cognito, co-regia di Barry Bruce (1982)
- The Diary of Adam and Eve
- Vanz Kant Danz (1985)
- Will Vinton's Claymation Christmas Celebration - Speciale TV (1987)
- The Raisins: Sold Out! The California Raisins II - Speciale TV (1990)
- Go Down Death
- The Morning After (2005)
- The Martial Artist (2007)

#### Serie televisive
- Klay's TV - episodio pilota

### Produttore

#### Lungometraggi
- Gone for a Better Deal (1974)
- Nel fantastico mondo di Oz (Return to Oz), regia di Walter Murch (1985)
- Le avventure di Mark Twain (The Adventures of Mark Twain), regia di Will Vinton (1985)
- Shadow Play, regia di Susan Shadburne (1986)
- Festival of Claymation, regia di Will Vinton (1987)
- Moonwalker (1988) – produttore del segmento Speed Demon
- Uno zoo in fuga (The Wild), regia di Steve "Spaz" Williams - produttore esecutivo (2006)

#### Cortometraggi
- Wobbly Wino, regia di Will Vinton
- Culture Shock, regia di Will Vinton
- Mountain Music, regia di Will Vinton (1976)
- Martin the Cobbler, regia di Will Vinton (1977)
- Claymation, regia di Will Vinton (1978)
- Rip Van Winkle, regia di Will Vinton (1978)
- The Little Prince, regia di Will Vinton (1979)
- Legacy: A Very Short History of Natural Resources, regia di Will Vinton (1979)
- Dinosaur, regia di Will Vinton (1980)
- A Christmas Gift, regia di Will Vinton (1980)
- The Creation, regia di Will Vinton e Joan Gratz (1981)
- The Great Cognito, regia di Will Vinton e Barry Bruce (1982)
- The Diary of Adam and Eve, regia di Will Vinton
- Vanz Kant Danz, regia di Will Vinton (1985)
- Mr. Resistor, regia di Mark Gustafon - produttore esecutivo (1994)
- Zerox and Mylar, regia di Joel Brinkerhoff - produttore esecutivo (1995)
- Bride of Resistor, regia di Mark Gustafon - produttore esecutivo (1997)
- The Stars Came Dreaming, regia di Jean G. Poulot - produttore esecutivo (1998)
- Go Down Death, regia di Will Vinton
- Día de los Muertos, regia di Kirk Kelley - produttore esecutivo (Day of the Dead) (2002)
- The Morning After, regia di Will Vinton (2005), 7:30 (director, producer)
- The Martial Artist, regia di Will Vinton (2007)

#### Serie televisive
- Will Vinton's Claymation Christmas Celebration, regia di Will Vinton - Speciale TV (1987)
- Meet the Raisins! - Speciale TV (1988, anche produttore esecutivo)
- The California Raisin Show - Serie TV, 13 episodi (produttore esecutivo)
- Klay's TV - Serie TV, episodio pilota (produttore esecutivo)
- The Raisins: Sold Out! The California Raisins II, regia di Will Vinton - Speciale TV (1990)
- Sesamo apriti (Sesame Street) - Serie TV, 5 corti ci Cecille e Hammer Time
- Claymation Comedy of Horrors - Speciale TV (1991, anche produttore esecutivo)
- Claymation Easter (1992, anche produttore esecutivo)
- Adventures in Wonderland - Serie TV, 30 episodi (produttore esecutivo)
- The PJs - Serie TV, 52 episodi (produttore esecutivo)
- Boyer Brother - Serie TV, episodio pilota (produttore esecutivo)
- Gary & Mike - Serie TV, 13 episodi (produttore esecutivo)
- Slacker Cats - Serie TV, episodio pilota (produttore esecutivo)

### Effettista speciale
- Nel fantastico mondo di Oz (Return to Oz), regia di Walter Murch (1985)

### Direttore teatrale
- The Kiss (2014, anche produttore)

## Premi e riconoscimenti
Premio Oscar
- 1975 - Miglior cortometraggio d'animazione per Closed Mondays
- 1979 - Candidatura per il Miglior cortometraggio d'animazione per Rip Van Winkle
- 1981 - Candidatura per il Miglior cortometraggio d'animazione per The Creation
- 1982 - Candidatura per il Miglior cortometraggio d'animazione per The Great Cognito
- 1986 - Candidatura per i Migliori effetti speciali per Nel fantastico mondo di Oz

Primetime Emmy Award
- 1988 - Primetime Emmy Award al miglior programma animato per Claymation Christmas Celebration
- 1989 - Candidatura per il miglior programma animato per Meet the Raisins! The Story of the California Raisins
- 1991 - Candidatura per il miglior programma animato per Claymation Comedy of Horrors
- 1992 - Primetime Emmy Award al miglior programma animato per Claymation Easter
- 1999 - Candidatura per il miglior programma animato per The PJs

Academy of Science Fiction, Fantasy and Horror Films
- 1990 - Candidatura per i migliori effetti speciali per Moonwalker

Ottawa International Animation Festival
- 1978 - OIAF Award per Martin the Cobbler
- 1982 - Jury Recommendation per The Creation